# 소교 (양나라)
소교(蕭橋, ? ~ 552년)는 중국 남북조 시대 양나라의 황족이다.

## 생애
551년에 형인 예장왕 소동이 후경에 의해 황제로 옹립되어 건강으로 가게 되자 동생인 소규와 함께 소동을 따라 건강으로 갔다. 그러나 소동이 얼마 안가서 후경에게 제위를 선양하자 삼형제가 같이 유폐되었다. 552년에 상동왕 소역이 후경의 난을 평정하자 구출되었으나 얼마 안가서 소동이 복위할지도 모른다고 생각한 소역에 의하여 그가 보낸 사람에게 삼형제가 나란히 물에 빠뜨려져 살해당했다.

## 가족

### 부모

#### 아버지
- 소환

### 형제

#### 형
- 소동

#### 동생
- 소규